# Beker van Polynesië
De Beker van Polynesië was een voetbaltoernooi voor landen van Polynesië die lid zijn van de Oceania Football Confederation. Het toernooi was samen met de Beker van Melanesië ook gelijk het kwalificatietoernooi voor het Oceanisch kampioenschap. Het toernooi is drie keer gehouden. Voor het eerst in 1994 en voor het laatst in 2000.

## Erelijst
| Jaar         | Gastland     |  | Winnaar | 2e plaats    | 3e plaats |
| ------------ | ------------ |  | ------- | ------------ | --------- |
| 1994 Details | Samoa        |  | Tahiti  | Tonga        | Samoa     |
| 1998 Details | Cookeilanden |  | Tahiti  | Cookeilanden | Samoa     |
| 2000 Details | Tahiti       |  | Tahiti  | Cookeilanden | Samoa     |

## Medaillespiegel
| Plaats | Land         | Goud | Zilver | Brons | Totaal |
| 1      | Tahiti       | 3    | 0      | 0     | 3      |
| 2      | Cookeilanden | 0    | 2      | 0     | 2      |
| 3      | Tonga        | 0    | 1      | 0     | 1      |
| 4      | Samoa        | 0    | 0      | 3     | 3      |
| Totaal | Totaal       | 3    | 3      | 3     | 9      |